# Анна фон Бранденбург (1507 – 1567)
Вижте пояснителната страница за други личности с името Анна фон Бранденбург.
Анна фон Бранденбург (на немски: Anna von Brandenburg; * 1 януари 1507; † 19 юни 1567, Любц) от род Хоенцолерн, е принцеса от Бранденбург и чрез женитба херцогиня на Мекленбург.

## Живот
Тя е най-възрастната дъщеря на курфюрст Йоахим I фон Бранденбург (1484 – 1535) и съпругата му Елизабет Датска (1485–1555), дъщеря на Йохан I, крал на Дания, Норвегия и Швеция. Най-големият ѝ брат Йоахим II от Бранденбург (1505 – 1571), наричан Хектор, е курфюрст на Бранденбург.
Анна се омъжва на 17 януари 1524 г. в Берлин за херцог Албрехт VII фон Мекленбург (1486 – 1547). За нейната зестра от 20 000 гулдена тя получава град Любц и Амт Кривитц. Анна е нещастна. Тя става католичка. Грижи се повече за двамата си най-малки синове. След смъртта на нейния съпруг тя живее във вдовишката си резиденция Любц.
Анна умира през 1567 г. В нейното завещание от 25 март 1557 г. тя желае да е погребана по католически ритуал. Най-големият ѝ син Йохан Албрехт обаче я погребва в лутеранска катедрала в Шверин. Херцогинята не получава гроб нито в Любц, нито в Шверин.

## Деца
Анна и Албрехт VII фон Мекленбург имат десет деца:
- Магнус фон Мекленбург (*/† 1524)
- Йохан Албрехт I (1525 – 1576), херцог на Мекленбург-Гюстров, от 1552 на цял Мекленбург;:∞ 1555 принцеса Анна София Пруска (1527 – 1591), дъщеря на херцог Албрехт фон Бранденбург-Ансбах
- Улрих (1527 – 1603), херцог на Мекленбург-Гюстров, от 1592 херцог на Мекленбург

∞ 1. 1556 принцеса Елизабет от Дания (1524 – 1586)
∞ 2. 1588 принцеса Анна фон Померания-Волгаст (1554 – 1626)
- Георг фон Мекленбург-Гюстров (1528 – 1555)
- Анна фон Мекленбург-Гюстров (1533 – 1602) ∞ Готхард Кетлер, херцог на Курландия от 1566
- Лудвиг фон Мекленбург (*/† 1535)
- Йохан фон Мекленбург (*/† 1536)
- Христоф фон Мекленбург (1537 – 1592), администратор на епископство Ратцебург (1554 – 1592)

∞ 1. 1573 принцеса Доротея от Дания (1528 – 1575)
∞ 2. 1581 принцеса Елизабет от Швеция (1549 – 1597)
- София (*/† 1538)
- Карл I (1540 – 1610), администратор на Ратцебург (1592 – 1610), херцог на Мекленбург (1603 – 1610)